# Akok Maka
Pour les articles homonymes, voir Akok et Maka.
Akok Maka est un village du Cameroun situé dans la région de l’Est, le département du Haut-Nyong et la commune d'Atok, sur la route qui relie cette localité à Mbama et Ayos, à proximité du fleuve Nyong .

## Toponymie
Akok, dans plusieurs langues bantoues dont le maka (également akok en boulou, akokh en fang), signifie « pierre, rocher » – Maka étant le nom de la population numériquement dominante.
Cette étymologie s'explique par les ressources minières, significatives dans l'arrondissement. On y exploite notamment du gravier pour la réalisation des routes. C'est le cas à Akok-Maka, entouré de rochers.

Exploitation et concassage de la pierre à Akok-Maka.
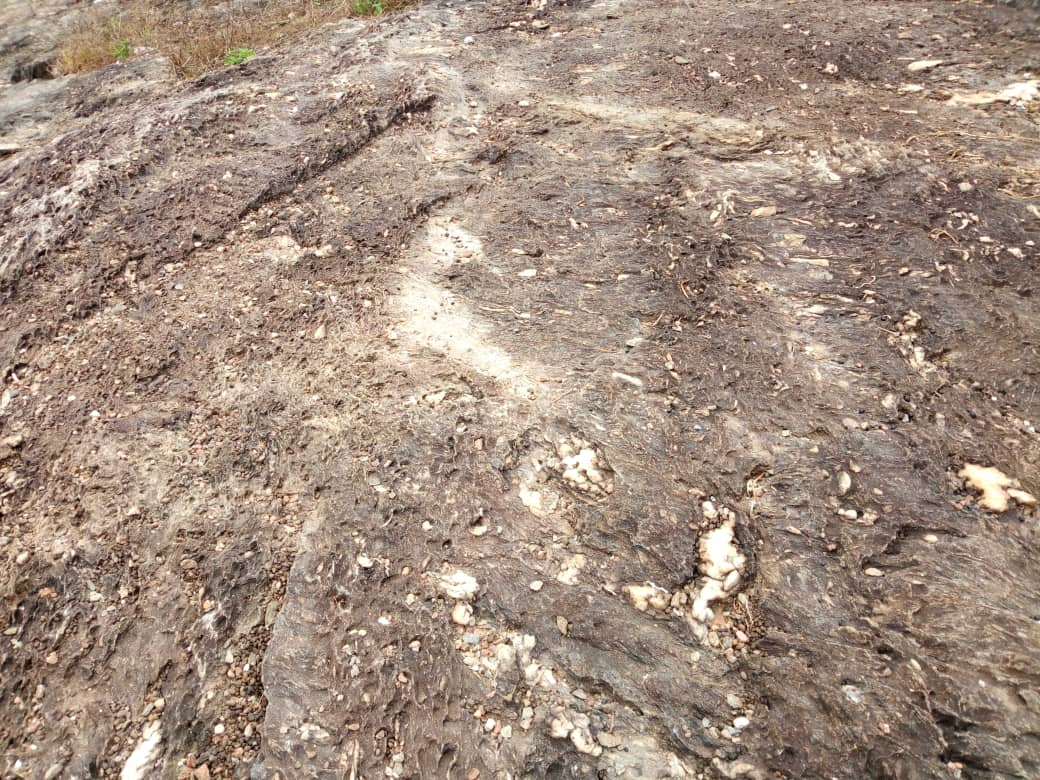
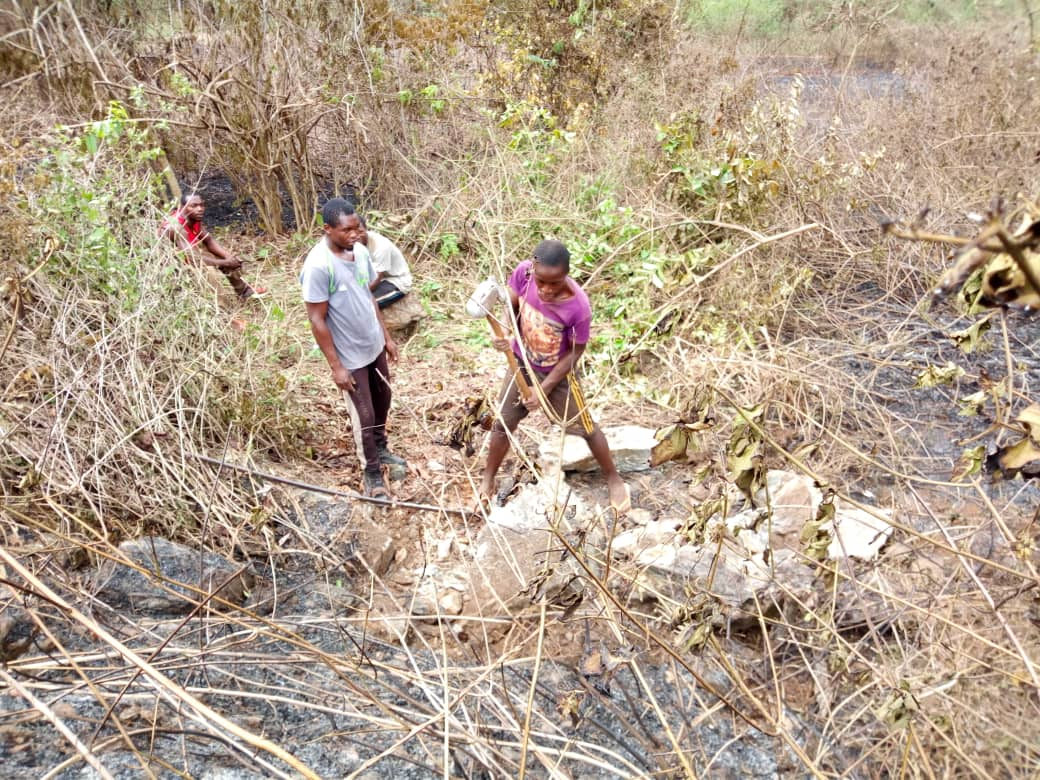
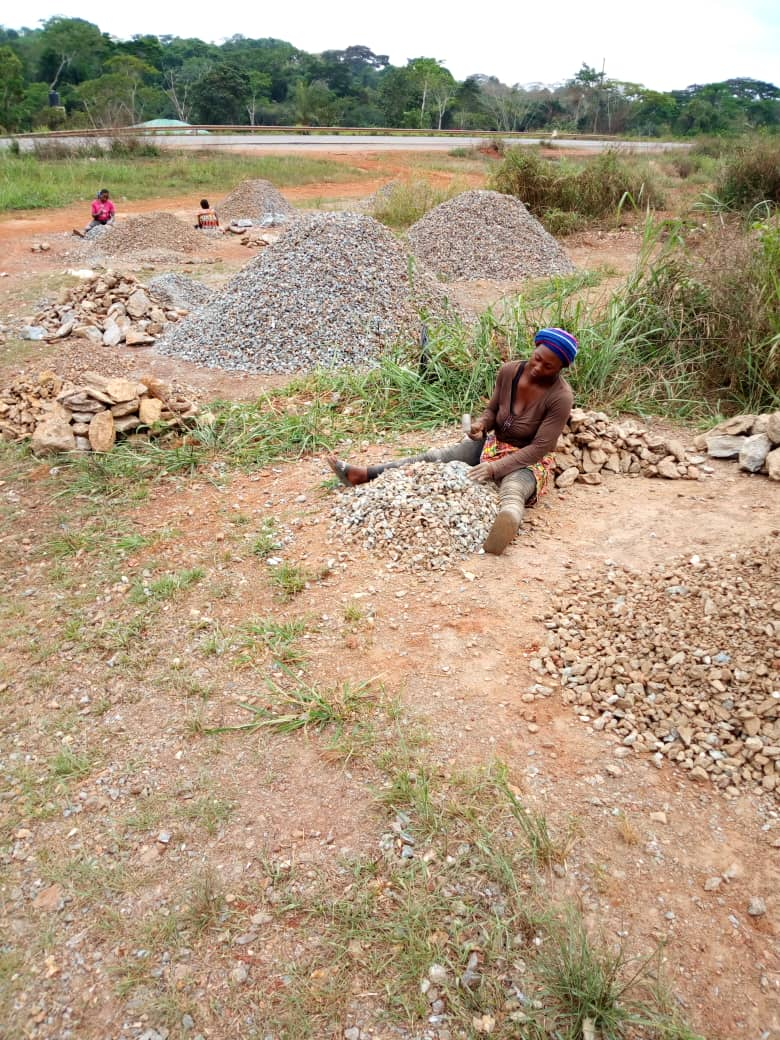
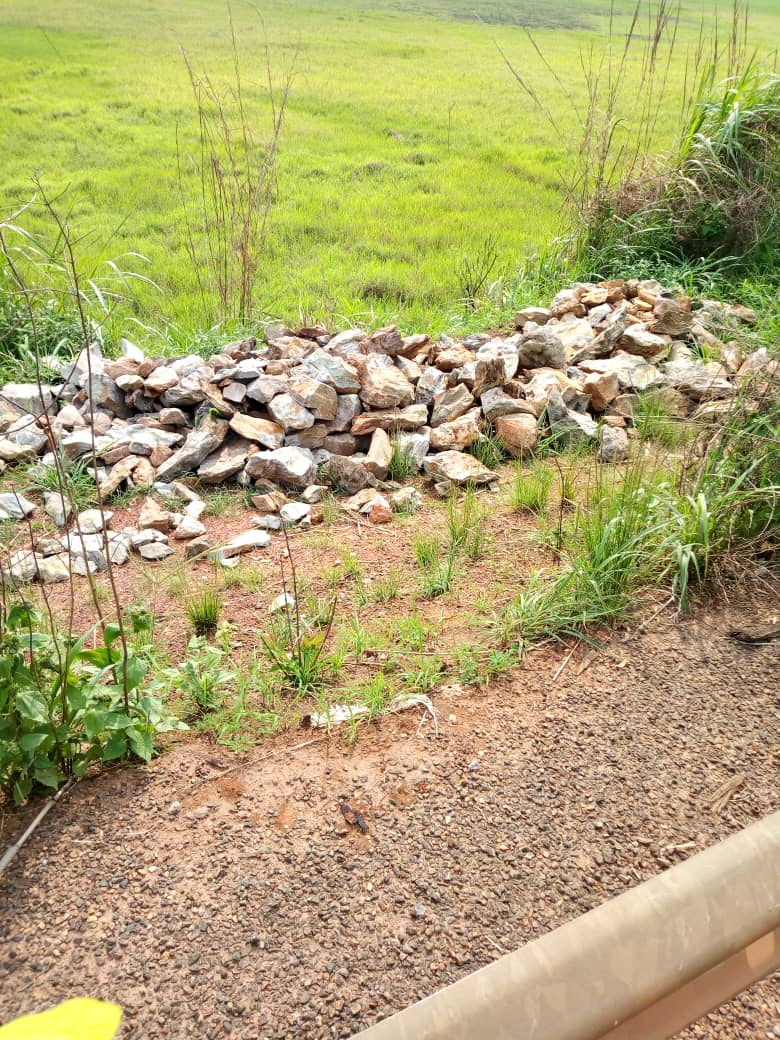

## Climat
Akok Maka est doté d'un climat de savane de type Aw selon la classification de Köppen, avec une température moyenne de 23,6 °C et des précipitations d'environ 778 mm par an, plus importantes en été qu'en hiver. 

## Population
En 1966-1967, Akok Maka comptait 431 habitants, principalement des Maka Bebend, un sous-groupe des Maka. 
Lors du recensement de 2005, on y dénombrait 743 personnes.
Publié en 2011, le Plan communal de développement (PCD) de la commune d'Atok crédite le village d'Akok Maka de 1 656 habitants.

## Infrastructures
En 1966-1967, le village disposait d'un marché périodique et d'une école protestante à cycle incomplet. 
Une église catholique y est construite par les Pères Mariens en 2005.
Akok Maka dispose d'un centre de santé intégré (CSI).
En 2011 Akok Maka était l'un des deux seuls villages de la commune à être électrifiés.

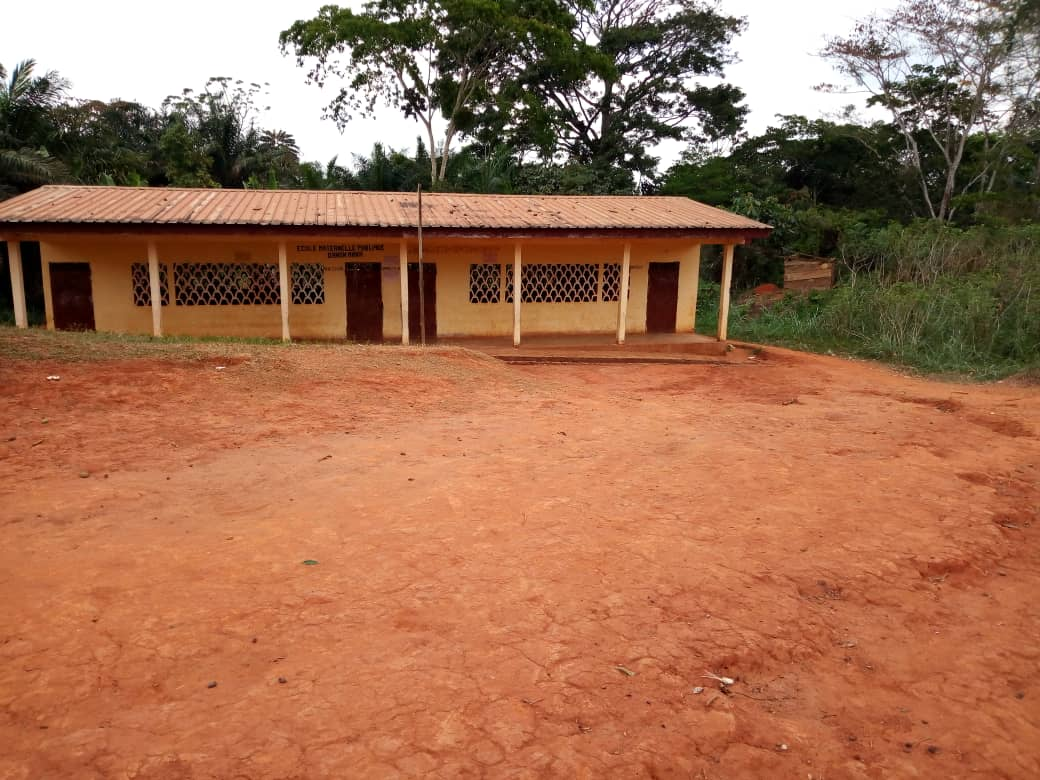
École.
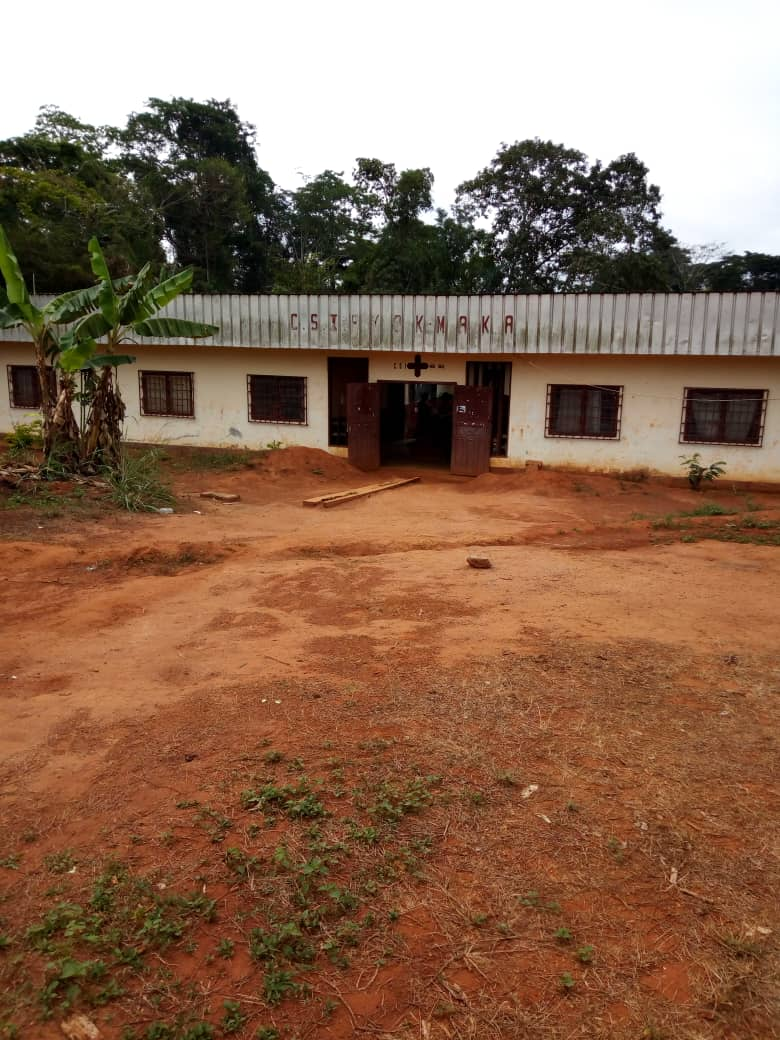
Dispensaire.
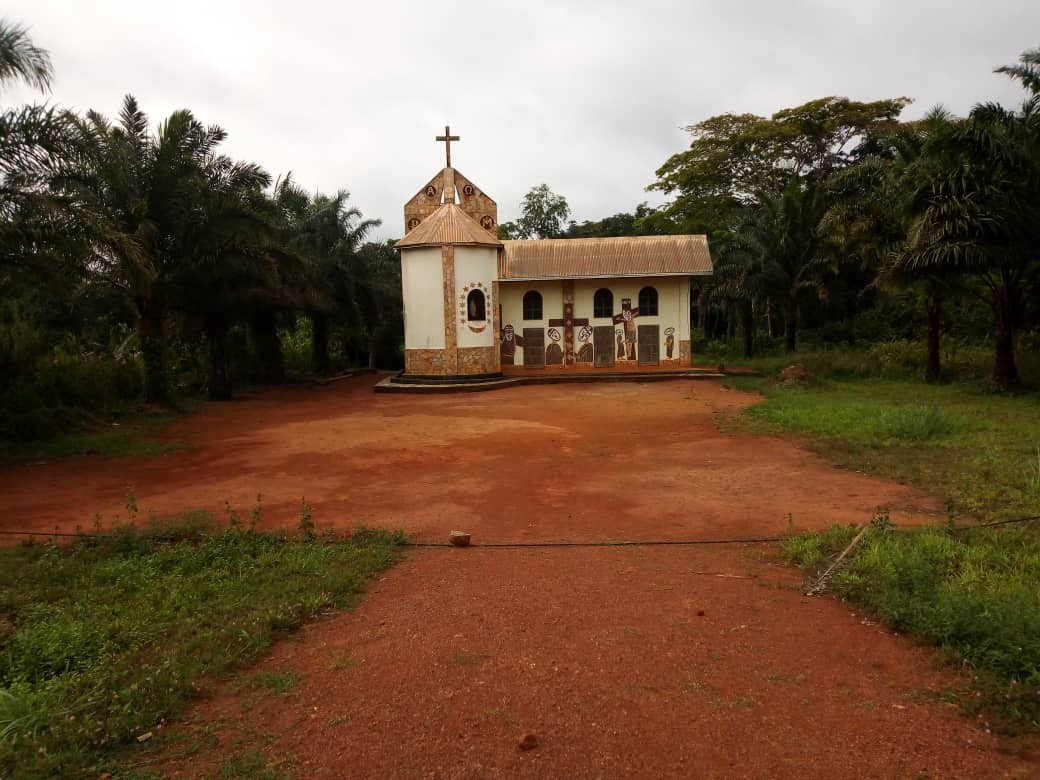
Église catholique.